# Apolonov
Apolonov je priimek več oseb:
- Arkadij Nikolajevič Apolonov, sovjetski general
- Mihail Apolonov, ukrajinski programer